# حوض سمك (فلم)
حوض سمك بالإنجليزية (Fish tank) فيلم دراما بريطاني تم عرضه في مهرجان كان السينمائي بتاريخ 14 مايو 2009 وأطلق في صالات السينما بتاريخ 11 سبتمبر 2009 فاز الفيلم بجائزة أفضل فيلم بريطاني في مهرجان جوائز الأكاديمية البريطانية للأفلام.

## وصلات خارجية
- حوض سمك على موقع IMDb (الإنجليزية)
- حوض سمك على موقع ميتاكريتيك (الإنجليزية)
- حوض سمك على موقع روتن توميتوز (الإنجليزية)
- حوض سمك على موقع نتفليكس (الإنجليزية)
- حوض سمك على موقع قاعدة بيانات الأفلام العربية
- حوض سمك على موقع ألو سيني (الفرنسية)
- حوض سمك على موقع Turner Classic Movies (الإنجليزية)
- حوض سمك على موقع أول موفي (الإنجليزية)
- حوض سمك على موقع بوكس أوفيس موجو (الإنجليزية)
- حوض سمك على موقع فيلمافينيتي (الإسبانية)

1. 1 2 3  مذكور في: قاعدة بيانات الأفلام على الإنترنت. مُعرِّف قاعدة بيانات الأفلام على الإنترنت (IMDb): tt1232776. الوصول: 3 يناير 2020. لغة العمل أو لغة الاسم: الإنجليزية.
2. ↑  وصلة مرجع: http://boxofficemojo.com/movies/?id=fishtank.htm.